# Barbara Forrest
Pour les articles homonymes, voir Forrest.
Barbara Carroll Forrest (née le 25 juin 1952) est un professeur de philosophie de la Southeastern Louisiana University (en). Elle est surtout connu pour ses critiques du dessein intelligent (DI) et du Discovery Institute.
Forrest fait partie du conseil d'administration du National Center for Science Education (NCSE), de l'Americans United for Separation of Church and State et de la New Orleans Secular Humanist Association (NOSHA),,.

## Biographie
Dans sa jeunesse, Forrest fréquente la Hammond High School (en). En 1974, elle reçoit un baccalauréat en étude de l'anglais de la Southeastern Louisiana University. En 1978, elle complète sa maîtrise à l'Université d'État de Louisiane. Elle obtient un doctorat en philosophie de l'Université Tulane en 1988.
Elle enseigne la philosophie à la Southeastern Louisiana University depuis 1988. Elle est actuellement professeur de philosophie rattachée au Département d'histoire et de sciences politiques.
Avec Paul R. Gross, elle a coécrit Creationism's Trojan Horse: The Wedge of Intelligent Design (en) (2004). Le livre se penche sur les objectifs du intelligent design movement et ses tentatives de discréditer l'enseignement de la biologie de l'évolution. Les auteurs présentent ainsi l'absence d'une hypothèse scientifique du DI, les bases religieuses de ce dernier et les ambitions politiques de militants du DI. Ils analysent l'avancement du mouvement par la stratégie du coin (Wedge strategy), c'est-à-dire en passant ses idées par les relations publiques plutôt que par la démarche scientifique. Ils mettent également en lumière les liens entre le DI et l'éducation publique et le Premier amendement de la Constitution des États-Unis.